# Eva Lingon
Eva Lingon är ett finlandssvenskt mediaproduktionsbolag baserat i Helsingfors. Bolaget grundades 2011 av Rasmus Tåg och Tage Rönnqvist, båda från Österbotten, och utökades 2020 med Marcus Landgärds som tredje delägare. Bolaget producerar främst tv-serier för Yle, men arbetar även med musikvideor, reklamfilmer och företagsfilmer.

## Historia
Tåg och Rönnqvist träffades 2008 under en praktikperiod i Vasa, där de arbetade med musikvideoproduktion. Efter att ha producerat flera musikvideor tillsammans startade de 2011 det gemensamma bolaget Eva Lingon. Namnet valdes för att låta nordiskt och skilja sig från traditionella produktionsbolagsnamn.
Marcus Landgärds anslöt till bolaget 2020 efter att ha samarbetat med grundarna i olika projekt.

## Verksamhet
Eva Lingon arbetar huvudsakligen med tv-produktion, där omkring 80 procent av uppdragen görs för Svenska Yle. Bolaget blev uppmärksammat för sitt arbete med dokumentärserien Egenland, vilket ledde till fler tv-projekt och möjligheten att pitcha egna idéer till Yle. Den första egenproducerade serien var Min hobby, riktad till barn i åldern 9–12 år. Produktionen omfattar även musikvideor, bland annat för humorgruppen KAJ, samt reklamfilmer och informationsfilmer. Tåg är erfaren drönarfilmare.

## Urval av produktioner
- Min hobby – tv-serie för barn, 40 avsnitt (2021–2023)[4]
- Jägaren – kort dokumentär (2023)[5]
- Pilsnerraggarna – reality-/dokumentärserie, 6 avsnitt (2023)[6]
- Sista dagen på jobbet – dokumentärserie (2022)[7]
- Good Game – dokumentärserie, 5 avsnitt (2022)[8]
- Pappa är en alien – kortfilm (2021)[9][10]
- På stallet – dokumentärserie för barn, 10 avsnitt (2023)[11]
- Egenland – dokumentärserie (2017–2020)[12]